# Jenny Brown
Jenny Brown és una organitzadora en el moviment d'alliberament de les dones i autora de diversos llibres sobre feminisme, drets reproductius, i sindicats. Escriu, fa classes, i és organitzadora de la National Women's Liberation, una organització feminista radical de dones.

## Tasca en el moviment feminista
Brown va començar a estudiar feminisme radical a la Gainesville Women's Liberation (GWL), que va ser fundada al 1968 i que va ser el primer grup d'alliberament de la dona del sud. Brown també va treballar en el Moviment d'Alliberament de les Dones de Redstockings, on va eleaborar els Arxius per l'Acció de Redstockings, un repositori d'històries d'alliberament de dones i de recursos per a l'activisme. Al 2009, el GWL, amb col·laboració amb Redstockings van fundar la National Women's Liberation (NWL) i Brown es va convertir en l'organitzadora a nivell nacional del nou grup.
L'any 2019, Brown va publicar Birth Strike: The Hidden Fight over Women’s Work, en què argumenta que els impediments legals als anticonceptius i a l'avortament, més que considerar-se producte de valors religiosos puritants, s'han d'entendre com una batalla obrera. El llibre argumenta que la classe governant, temerosa de les conseqüències econòmiques d'un índex de naixement decreixent, restringeix l'accés als anticonceptius i a l'avortament, fent que hi hagi més dones que es vegin empeses a la feina de cuidar i educar nens. Però les dones, conclou, es comprometen en una classe de vaga de treball– rebutjant aquest treball en un món on no tenen ni sanitat ni un servei de guarderia assequible, on no disposen ni de baixes laborals remunerades ni de proteccions laborals i on no disposen de parelles masculines confiar.

## Campanya per a l'accés d'anticonceptius d'emergència
Brown es va implicar en la campanya per fer que Plan B, la “píndola del dia després,” fos disponible lliurement als Estats Units.
L'any 1999, l'Administració de Menjar i Fàrmacs dels Estats Units (FDA, per les seves sigles en anglès) va considerar Plan B segur i eficaç, però el va aprovar únicament sota recepta. Al 2001, un grup de professionals en salut reproductiva van fer una petició a l'FDA per fer-lo disponible sense recepta. L'FDA finalment va negar la petició, el juny de 2006.
Brown i altres activistes del NWL es van organitzar contra l'FDA. El gener de 2005, Brown era una de les nou dones que van ser detingudes per bloquejar l'accés en la tancada a l'entrada de la seu de l'FDA a Maryland, i va ser una de les demandants en la querella que va acabar resultat en una sentència federal, Tummino contra Hamburg, 936 F. Supp. 2d 162 (E.D.N.Y. 2013), en què es requeria a l'FDA que fes que Plan B fos disponible lliurement, sense recepta i sense restricció d'edat.
Brown i l'NWL continuen defensant l'expansió de l'accés als anticonceptius d'emergència, així com per fer-lo directament disponible en campus escolars i la creació d'un sistema de salut universal.

## Tasca en els moviments sindicals
A Gainesville, Florida, Brown va copresidir el Partit Laborista del Comtat d'Alachua durant deu anys. També ha treballat com a escriptora i editora de l'organització Labor Notes i és col·laboradora freqüent de la revista Jacobin.

## Obra
- Brown, Jenny (2019). Sense Disculpa: La Lluita d'Avortament Ara. Nova York: Verso Llibres.  .
- Brown, Jenny (2019). Vaga de naixement: La Lluita Amagada sobre la feina de les dones . Oakland: Premsa de PM. ISBN 162963638X.
- Bradbury, Alexandra; Brenner, Mark; Brown, Jenny; Slaughter, Jane; Winslow, Samantha (2014). Com per Saltar-Començar La vostra Unió: Lliçons dels Mestres de Chicago. Detroit: Notes de Treball. ASIN 0914093010 .
- Brown, Jenny; Coenen, Amy; Sarachild, Kathie (2001). Dones Liberation i Cura de Salut Nacional: Afrontant el Mite d'Amèrica. Nova York: Redstockings. ISBN 061512187X.

En català
- Brown, Jenny. Maternitats en vaga. La lluita oculta de les dones pel treball reproductiu.  Tigre de Paper, p. 296. ISBN 978-84-16855-86-5.